# Vytinė
Vytinė (název Vytinė je rodu ženského, někdy je však použit tento název ve tvaru rodu mužského: „Vytinis“) je jedno z ramen delty Němenu, pravá odbočka ramene delty Němenu Skirvytė, od které se odděluje 11,5 km od ústí.
Na pravé straně má rozvětvené staré rameno, na levé straně nerozvětvené. Končí rozvětvením na čtyři ramena: Šakutė, Vidujinė, Vytinės Uostas a Tiesioji. Rameno Tiesioji (neplést s ramenem Tiesioji, levou odbočkou ramene Skirvytė) se dále rozvětvuje na ramena Rindos šaka a Vikis a ještě má slepé rameno zleva jménem Prasuknis; rameno Vytinės Uostas má pravou odbočku Atšakėlė; rameno Šakutė má společnou deltu s ramenem Skatulė, v jejímž ústí je ostrov. Voda v rameni Vytinė teče směrem severoseverozápadním. Šířka tohoto ramene je kolem 300 m. Vytinė odděluje ostrovy Briedžių sala a souostroví, tradičně nazývané jako ostrov Rusnė. K rozvětvení ji nutí ostrov Kubilių sala. Na březích Vytinė je po obou stranách plno vývratů, pobřeží evokuje dojem prehistorických dob, ačkoliv jsou tu patrné i stopy civilizace: z předválečných dob jsou tu ještě zbytky německého betonového zpevnění břehů.

## Přítoky
Toto rameno nemá žádné přítoky.
| DELTA NĚMENU Atmata Atšakėlė Aukštumala Aukštumalos protaka Bevardis Bevardė Briedžių Dumblė Kadaginis Kiemo Kniaupas Krokų Lanka Kubilių Kurský záliv Leitė Minija Naikupė Pakalnė Palankys Záliv Prūsinė Purvalankis Ragininkų Rindos šaka Záliv Rindutė Rusnaitė Rusnė (Němen) Rusnė Senoji Skirvytė Skatulė Skirvytė (Severnaja) Šakutė Záliv Šilinė Šventos Elenos Šyša Šyškrantė Tiesioji Trušių Ulmas Uostadvaris Duobelė Upaitis Vidujinė Vikis Vilkinė Vilkinės Vito Vorusnė Voryčia Vytinė Vytinės Uostas Zingelinė |